# 한데 아타이지
한데 아타이지(Hande Ataizi, 1973년 9월 2일 ~ )는 튀르키예의 배우이다. 1996 안탈리아 국제 영화제에서 야세민 알카야와 함께 황금오렌지상 여우주연상을 공동수상했다.